# Kaspar Gottfried Schweizer
Kaspar Gottfried Schweizer, född 16 februari 1816 i Wyla, Schweiz, död 6 juli (gamla stilen: 24 juni) 1873 i Moskva, var en schweizisk-rysk astronom.
Schweizer studerade i Zürich, Königsberg och vid Pulkovo-observatoriet. Han kom 1845 till Moskva, anställdes 1849 vid observatoriet där, blev 1856 dess direktör och 1865 tillika professor i astronomi vid Moskvauniversitetet. 
Schweizer upptäckte flera kometer och studerade solfläckar. I sina Untersuchungen über die in der Nähe von Moskau stattfindenden Localattraction (1862, 1864, 1884) riktade han uppmärksamheten på de egendomliga lodavvikelser, som han hade upptäckt i Moskvas omgivningar.